# ボース液体
ボース液体（ボースえきたい）は、量子液体の一種。ボース分布関数に従い、ボース粒子から構成される液体である。すなわち、偶数個のフェルミ粒子から構成される液体である。例えば、液体ヘリウム4は陽子・中性子・電子が各2個ずつ、合わせて6個のフェルミ粒子から成るのでボース液体である。